# 清水久芳
清水 久芳（しみず ひさよし）は、日本の地球惑星物理学者。東京大学地震研究所教授。

## 人物・経歴
北海道大学理学部地球物理学教室で西田泰典に師事し、北海道大学大学院理学院地球物理学専攻を経て、フロリダ州立大学地球流体力学研究所大学院博士課程で、デビッド・ローパーの指導を受け、Ph.D（Geophysical Fluid Dynamic）取得。
1996年東京大学地震研究所COE研究員。1997年東京大学地震研究所助手。2007年東京大学地震研究所助教。2009年東京大学地震研究所准教授。2019年東京大学地震研究所教授。

## 受賞
- 2000年 地球電磁気・地球惑星圏学会大林奨励賞[1]
- 2021年 地球電磁気・地球惑星圏学会 SGEPSS 論文賞[2]